# Мережевий графік
Мережевий графік — граф, який відображає роботи проєкту, зв'язки між ними, стан проєкту.
Може будуватися у 2-х варіантах:
- а) вершини графу відображають стан деякого об'єкта (наприклад, будівництва), а дуги — роботи, що ведуться на цьому об'єкті.
- б) вершини графу відбивають роботи, а зв'язки між ними — залежності між роботами.

## Граф, у якому роботи— дуги
Вершини графу відображають стану деякого об'єкта (наприклад, будівництва), а дуги — праці, що ведуться на цьому об'єкті. 
Кожній дузі зіставляється час, за який здійснюється робота і / або число робітників, які здійснюють роботу. Часто мережевий графік будується так, що розташування вершин по горизонталі відповідає часу досягнення стану, відповідного заданої вершині. Популярна складова методології PERT.
Основними поняттями є: робота, події, шляху.
Види робіт
- Дійсна робота в прямому сенсі слова (наприклад — підготовка траси змагань), що вимагає витрат праці, матеріальних ресурсів і часу;
- Очікування — робота не вимагає витрат праці та матеріальних ресурсів, але займає деякий час;
- Фіктивна робота (Залежність) — зв'язок між двома або більше подіями, що не вимагає витрат праці, матеріальних ресурсів і часу, але вказує, що можливість початку однієї операції безпосередньо залежить від виконання іншої. Тривалість такої роботи = 0.

```
Всяка робота в мережі з'єднує дві події: попереднє (що є для неї початковим) і наступне за нею (кінцеве).
```

Види подій
- Початкова подія — початок виконання комплексу робіт;
- Завершальна подія — кінцеве подія, що означає досягнення кінцевої мети комплексу робіт;
- Проміжна подія, як результат однієї або декількох робіт, що представляють можливість почати одну або кілька безпосередньо наступних робіт. Тривалість проміжного події в часі завжди = 0.

Подія визначає стан, а не процес.
Шляхи
- Будь-яка послідовність робіт в мережевому графіку, в якому кінцева подія кожної роботи цієї послідовності збігається з початковим подією наступної за нею роботою, називається шляхом. Шляхи в мережевому графіку можуть бути трьох видів:
- Повний шлях — початок якого збігається з вихідним подією мережі, а кінець — з завершальним, називається повним шляхом;
- Шлях, що передує події — шлях від вихідної події мережі до даної події;
- Шлях, наступний за подією — шлях, що з'єднує подія з завершальною подією;
- Шлях між подіями і та j — шлях, що з'єднує будь-які дві події і та j, з яких жодна не є вихідною або завершальною подією мережевого графіка;

Критичний шлях — шлях, має найбільшу тривалість від вихідної події до завершальної. (Див. Метод критичного шляху)
Правила складання сіткових графіків

Застосування графу у моделюванні (описі) процесів збагачення корисних копалин

- Кожна робота повинна бути укладена між двома подіями. У мережі не може бути робіт, що мають однакові коди.
- У мережі не повинно бути подій, з яких не виходить жодної роботи, якщо тільки ця подія не є для даного графіка завершальним. Відповідно, в мережі не повинно бути події, в яке не входить ні однієї роботи, якщо тільки ця подія не є вихідним.
- У мережевому графіку не повинно бути замкнутих контурів.

Мережевий графік — це динамічна модель виробничого процесу, що відображає технологічну залежність і послідовність виконання комплексу робіт, що погоджує їх звершення в часі з урахуванням витрат ресурсів і вартості робіт з виділенням при цьому вузьких (критичних) місць. Основні елементи мережевого графіка — робота і подія. Робота відображає трудовий процес, в якому беруть участь люди, машини, механізми, матеріальні ресурси (проєктування споруди, постачання обладнання, кладка стін, рішення задач на ЕОМ тощо) або процес очікування (твердіння бетону, сушка штукатурки тощо). Кожна робота мережного графіка має конкретний зміст. Робота як трудовий процес вимагає витрат часу і ресурсів, а як очікування — тільки часу. Для правильного і наочного відображення порядку передування робіт при побудові мережі використовують зображувані штриховими лініями додаткові дуги, звані фіктивними роботами або зв'язками. Вони не вимагають ні часу, ні ресурсів, а лише вказують, що початок однієї роботи залежить від закінчення іншої.
Подія виражає факт закінчення однієї або декількох безпосередньо передують (входять в подію) робіт, необхідних для початку безпосередньо наступних (що виходять з події) робіт. Подія, що стоїть на початку роботи, називається початковою, а в кінці — кінцевою. Початкова подія мережного графіка називається вихідною, а кінцева — завершальною. Подія, яка не є ні вихідною, ні завершальною, називається проміжною. У вихідну подію мережевого графіка не входить, а з завершального не виходить жодна робота. На відміну від робіт, події відбуваються миттєво без споживання ресурсів.
Позначення безпосередньо передують і безпосередньо наступних робіт. Будь-яка послідовність робіт в мережевому графіку, при якому кінцева подія кожної роботи збігається з початковою подією наступної, називається шляхом. Тривалість шляху визначається сумою тривалостей складових його робіт. Шлях найбільшої довжини між вихідними і завершальними подіями називається критичним (Lm).
Якщо критичний час не відповідає заданому або нормативному, скорочення термінів виробничого процесу необхідно починати з скорочення тривалості критичних робіт.

## Граф, у якому роботи— вершини
Вершини графу відбивають роботи, а зв'язки між ними — залежності між роботами.
У такому графі кожен вузол, як і робота, характеризується рядом атрибутів, як тривалість роботи, раніше час початку, пізній час початку, резерв (різниця між раннім і пізнім часом початку).
Роботи з нульовим резервом лежать на «критичному шляху».